# Cerberus (djur)
Cerberus är ett släkte av ormar som ingår i familjen Homalopsidae.
Arterna är med en längd av 0,75 till 1,5 meter medelstora ormar. De förekommer i Sydostasien och i tropiska delar av den australiska regionen. Dessa ormar vistas nästan hela livet i vattnet främst i mangrove och mynningsvikar. De äter fiskar och kräftdjur. Deras giftiga bett anses inte vara farlig för människor. Honor föder full utvecklade ungar.
Arter enligt Catalogue of Life:
- Cerberus microlepis
- Cerberus rynchops

The Reptile Database listar ytterligare tre arter:
- Cerberus australis
- Cerberus dunsoni
- Cerberus schneiderii